# Aso (sopka)
Aso (japonsky: 阿蘇山, Aso-san) je největší aktivní sopka v Japonsku a patří také mezi největší sopky na světě. Nachází se v prefektuře Kumamoto na ostrově Kjúšú. Vrchol leží ve výšce 1592 m. Obvod její kaldery činí kolem 80 km, uváděná vzdálenost se však liší dle zdroje (až 120 km).

## Hora Aso

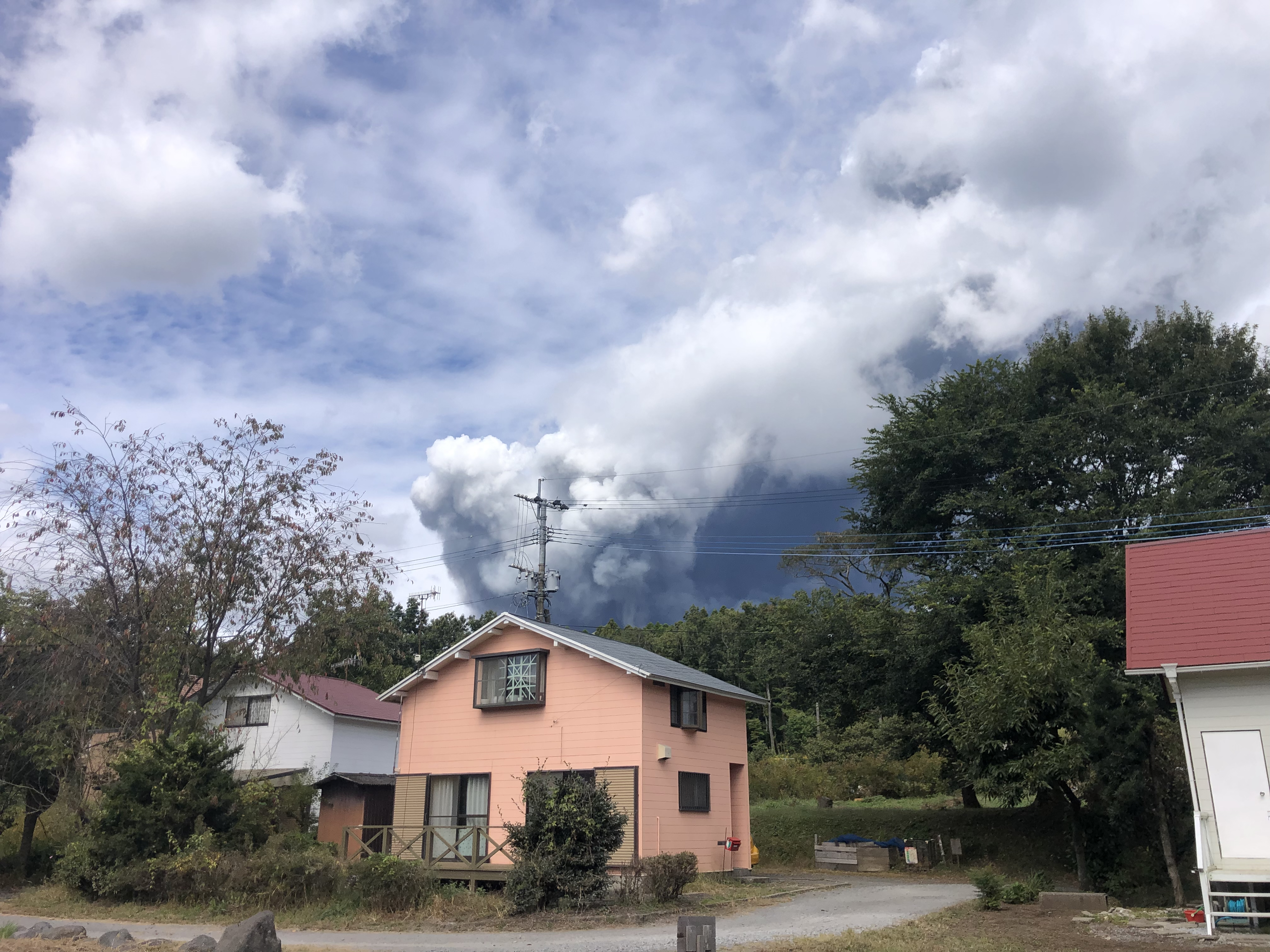
Erupce 21. října 2021

V kaldeře sopky Aso vyrostly další sopečné kužely. Hlavní skupinu sopečných vrcholů tvoří pět kuželů: Nekodake (根子岳) (1433 m), Takadake (根子岳) (1592 m), Nakadake (中岳) (1506 m), Ebošidake (烏帽子岳) (1337 m) a Kišimadake (杵島岳) (1270 m). 

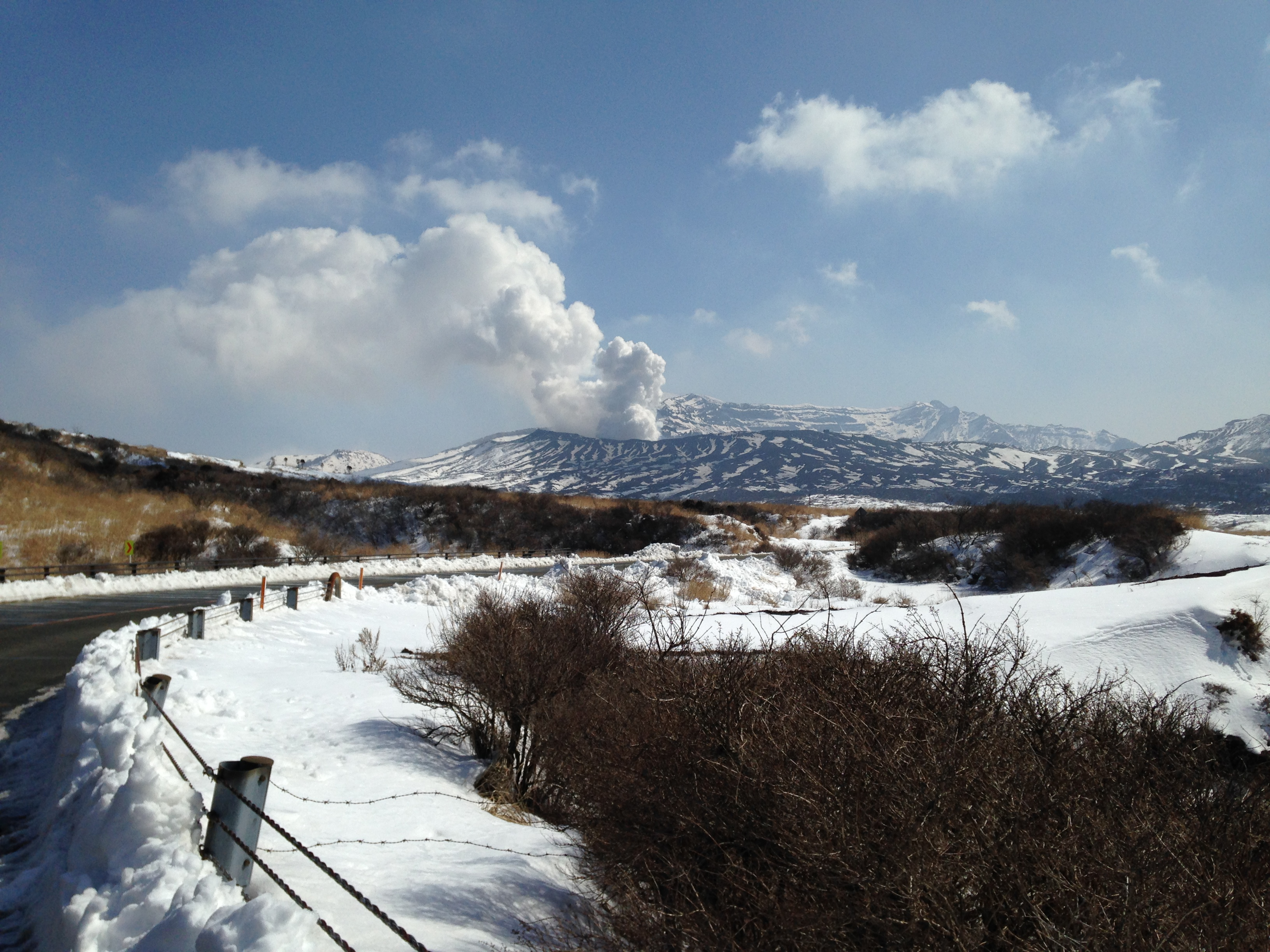
Pohled na aktivní sopku Nakadake

Nejvyšším bodem je vrcholek hory Takadake (1592 m). Kráter hory Nakadake obsahuje aktivní sopku, která stále uvolňuje plyny a občas dochází k její erupci.
Současná kaldera Aso byla vytvořena jako důsledek čtyř obrovských kalderových erupcí v období před 300 000 – 90 000 lety. Na území jedné z největších kalder na světě leží město Aso, a také městečko Takamori a vesnice Minamiaso. Kaldera měří 18 km od západu na východ a 25 km od severu k jihu.
Dne 20. října 2021 sopka vybuchla, vychrlila mohutný oblak kouře a popela do výšky 3,5 km. Žádná zranění ani škody nebyly hlášeny.